# Winfried Gräber
Winfried Gräber (* 30. November 1947 in Karlsruhe) ist ein Generalmajor außer Dienst der Luftwaffe der Bundeswehr. In seiner letzten Verwendung war er Amtschef des Luftwaffenamtes.

## Leben
Gräber trat im Oktober 1965 in die Luftwaffe ein. Nach einer Offizierausbildung wurde er Hörsaalleiter und Fachlehrer für Wehrrecht und Personalwesen an der Truppendienstlichen Fachschule der Luftwaffe in Iserlohn. Danach wurde er Kompaniechef der 16. Kompanie des Luftwaffenausbildungsregimentes 4 in Ulmen/Eifel. Er war Adjutant des Amtschefs Luftwaffenamt bei Generalleutnant Richard Frodl. Von 1982 bis 1984 absolvierte er den 27. Generalstabslehrgang Luftwaffe an der Führungsakademie der Bundeswehr in Hamburg, wo er zum Offizier im Generalstabsdienst ausgebildet wurde. Es folgte eine Verwendung als Abteilungsleiter A1 (Personal) im Kommando 1. Luftwaffendivision in Meßstetten. Danach war er Kommandeur Fliegerhorstgruppe Jagdbombergeschwader 34 in Memmingen. Es folgte eine Verwendung als Referent in der Abteilung Personal IV 3 im Bundesministerium der Verteidigung (BMVg) in Bonn. Danach war er Abteilungsleiter A3 im Stab Luftwaffenamt in der Luftwaffenkaserne in Köln. Er war Teilnehmer des 82. NATO Defense College in Rom und danach Pressesprecher und Chief Public Information Office (PIO) im Hauptquartier Alliierte Streitkräfte Europa Mitte in Brunssum, Niederlande. Es schloss sich eine Verwendung als Referatsleiter der Abteilung P IV 3 und der Abteilung Personal-, Sozial- und Zentralangelegenheiten (PSZ) IV 5 im BMVg in Bonn an. In seiner ersten Generalsverwendung unter gleichzeitiger Beförderung zum Brigadegeneral war er als General Personal und Ausbildung der Luftwaffe Leiter der Fachabteilung Personal und Ausbildung im Stab LwA in Köln-Wahn. Danach war er Stellvertreter des Kommandeurs der 1. Luftwaffendivision in Karlsruhe und Fürstenfeldbruck. Es folgte eine Verwendung als Stabsabteilungsleiter im Führungsstab der Streitkräfte (Fü S) I im BMVg auf der Hardthöhe in Bonn.
Zwischen dem 1. April 2004 und dem 30. Oktober 2005 diente Gräber als Chef des Stabes des Führungsstabes der Luftwaffe im BMVg. Von 1. November 2005 bis zu seinem Ruhestand Ende November 2009 war er Amtschef des Luftwaffenamtes. Sein Nachfolger wurde Peter Funk.
Gräber ist verheiratet, hat einen Sohn und drei Enkelkinder. Er ist Gründungspräsident der am 25. Oktober 2010 ins Leben gerufenen „Interessengemeinschaft Deutsche Luftwaffe e. V.“, deren Vorsitz er bis Dezember 2014 innehatte. Anschließend wurde er zum Ehrenpräsidenten ernannt.

## Werke (Auswahl)
- Der Offizier der Luftwaffe. Umrisse eines Anforderungsprofils als erzieherische Herausforderung. In: Gneisenau Blätter, 5, 2007, S. 76 ff.